# 2712 Keaton
2712 Keaton este un asteroid din centura principală, descoperit pe 29 decembrie 1937 de György Kulin.